# Zentralverband slowenischer Organisationen in Kärnten
Der Zentralverband slowenischer Organisationen in Kärnten (slowenisch Zveza Slovenskih Organizacij na Koroškem, Abkürzung: ZSO) ist ein Dachverband slowenischer Organisationen in Kärnten. Der ZSO versteht sich als parteiunabhängig, wurde jedoch 1955 in Abgrenzung zum kirchennahen Rat der Kärntner Slowenen gegründet und wird daher politisch links verortet.

## Geschichte
Nach dem Zweiten Weltkrieg entstand die Osvobodilna fronta za slovensko Koroško als Vertretung der Kärntner Slowenen. Von ihr spaltete sich 1949 der kirchennahe Rat der Kärntner Slowenen ab. Als ein Gegengewicht entstand ebenfalls 1949 die Demokratische Front des werktätigen Volkes (slowenisch Demokratična fronta delovnega ljudstva), aus der 1955 der ZSO hervorging.

## Zusammenarbeit
Gemeinsam mit dem Slowenischen Kulturverband in Kärnten verleiht der Zentralverband slowenischer Organisationen den Vinzenz-Rizzi-Preis an Personen und Organisationen, die sich um die interkulturellen Verständigung verdient gemacht haben.
Mit dem Rat der Kärntner Slowenen arbeitet der ZSO in einem Koordinationsausschuss zusammen und sie geben seit 2003 gemeinsam die slowenische Wochenzeitung Novice heraus.
Mit der Gemeinschaft der Kärntner Slowenen, die sich 2003 vom Rat abgespalten hat, arbeitet der ZSO in einem Gemeinschaftsausschuss zusammen.

## Mitgliedsverbände
Mitgliedsverbände sind:
- Slowenischer Schulverein
- Verband zwangsweise ausgesiedelter Slowenen
- Verband der Kärntner Partisanen
- Slowenischer Frauenverband
- Slowenischer Alpenverein Klagenfurt
- Pädagogische Fachvereinigung
- Mladi rod

## Belege
1. 1 2  Organisation – slo.at. In: zso.slo.at. Abgerufen am 11. Mai 2019.
2. ↑  Steiniger Weg der Kärntner Slowenen unter ein Dach - Trotz Ortstafellösung ist die slowenische Volksgruppe noch weit entfernt von einer gemeinsamen Vertretung - Wiener Zeitung Online. In: wienerzeitung.at. Abgerufen am 11. Mai 2019.
3. 1 2 3  Slowenen-Organisationen in Kärnten. In: ktnv1.orf.at. 12. Juli 2006, abgerufen am 13. Mai 2019.
4. ↑  Enotna Lista - Einheitsliste - Dossier. In: elnet.at. Abgerufen am 11. Mai 2019.
5. ↑  Jubiläumsfeier: 60 Jahre Zentralverband slowenischer Organisationen - Land Kärnten. In: ktn.gv.at. Abgerufen am 11. Mai 2019.
6. ↑  Rizzijeva Nagrada / Rizzi-Preis. Website des Slowenischen Kulturverbands in Kärnten. Abgerufen am 12. Mai 2019.
7. ↑  Die Kärntner Slowenen – Slowenische Medienwelt. In: elnet.at. Enotna Lista - Einheitsliste, abgerufen am 13. Mai 2019.